# Joseph Kreutzer
Joseph Kreutzer   (Aquisgrà, 11 de novembre de 1790 - Düsseldorf, 16 de juny de 1840) va ser un compositor, director d'orquestra, violinista i compositor alemany.
Kreutzer va néixer a Aquisgrà, fill d'un professor de música local. Va viure a Düsseldorf des del 1805, on es va establir entre els principals músics de la ciutat. Se sap que va ser professor de violí de Norbert Burgmüller i probablement mestre de concerts al teatre local durant un temps. Va morir a Düsseldorf.
Les seves composicions consistien principalment en música de cambra i peces instructives per a cordes inclinades i guitarra. És per les seves guitarres enginyoses, però conservadores, que encara s'està representant i gravant avui.

## Obres
Guitarra
- 6 Variacions sobre un tema de "Der Freischütz" de Weber op. 6 (per a 2 guitarres)
- 6 Variacions sobre un tema de Mozart op. 7
- Sis variacions brillants über das Lied "A Schüsserl und a Reindl" op. 10
- Sis variacions en C major op. 11
- Sis variacions sobre "Déu salva el rei" op. 12
- Variationen über das Lied "Kind willst du ruhig schlafen" de Peter von Winters Oper "Das Opferfest" op. 13
- 8 Variacions en Un major en una cançó tirolesa favorita op. 14
- 12 pièces amusants op. 17
- Trois Rondeaux op. 23
- 6 Variacions op. 24

## Cambra
- Quintet de flauta número 2 en C major[3]
- Quatuor brillant
- 3 Rondos per a guitarra op. 23
- Trio n.º 3 per a flauta, violí i guitarra[4]
- Trio n.º 4 per a flauta, violí i guitarra.[5]